# Джон Уік (франшиза)
«Джон Уік» (англ. John Wick) — американська медіафраншиза, створена продюсером Безілом Іваником, сценаристом Дереком Колстадом і компанією Summit Entertainment (Lionsgate). В основі — кіносерія з чотирьох неонуарних гостросюжетних бойовиків — Джон Уік (2014), Джон Уік 2 (2017), Джон Уік 3 (2019) і Джон Уік 4 (2023) в яких розповідається історія однойменного найманого вбивці у відставці. Перші три фільми спродюсовані Іваником і зрежисовані Чадом Стахелські за сценарієм Колстада. Співрежисером першого фільму також виступив Девід Літч. Головну роль у кіносерії виконав Кіану Рівз, який у минулому працював зі Стахелські та Літчем над серією «Матриця».
Три перші фільми були успішними як за оцінками глядачів і критиків, так і комерційно, зібравши у світовому кінопрокаті понад 580 млн доларів при бюджеті в 115—145 млн. У березні 2023 року відбувся вихід у прокат четвертого фільму про Джона Уіка. У листопаді 2022 року розпочалися зйомки спінофу «Балерина» з Аною де Армас у головній ролі.
Крім кіносерії, франшиза також налічує серію відеоігор, що виходили з 2017 по 2019 роки, та книгу коміксів, видану у 2017 році. Також до виходу у 2023 році планується міні-серіал «Континенталь», який знаходиться на етапі постпродукції.

## Фільми

### Джон Уік (2014)
| 2014 | Джон Уік   |
| 2015 |            |
| 2016 |            |
| 2017 | Джон Уік 2 |
| 2018 |            |
| 2019 | Джон Уік 3 |
| 2020 |            |
| 2021 |            |
| 2022 |            |
| 2023 | Джон Уік 4 |
| 2024 | Балерина   |

Джон Уік — кілер у відставці, який повертається до старих звичок після того, як група російських гангстерів викрадає його автомобіль і вбиває цуценя, яке йому подарувала його покійна дружина Гелен.
Сценарій був розроблений у 2012 році, а основні зйомки розпочалися 25 вересня 2013 року та були завершені 20 грудня 2013 року.

### Джон Уік 2 (2017)
Щоб віддати борг зі свого минулого життя Джон Уік змушений вбити ціль, яку він не бажає вбивати, а пізніше стикається зі зрадою з боку свого спонсора.
Основні зйомки розпочалися 26 жовтня 2015 року. Прем'єра фільму відбулася в лютому 2017 року.

### Джон Уік 3 (2019)
Джон Уік все ще перебуває в бігах після вбивства члена Високого Столу. $14 млн — глобальний контракт за його голову. Його мета — вибратися з Нью-Йорка.
Третій фільм анонсували в жовтні 2016 року, виробництво почалося на початку 2018 року, картина вийшла в прокат у травні 2019 року.

### Джон Уік 4 (2023)
У фіналі третьої частини Джон Уік знаходить притулок у короля підземної мафії. Разом вони вирішують кинути виклик Високому столу — організації з 12 впливових мафіозних кланів, яка заправляє всім. Події фільму розгортається в США, Японії, Франції, Німеччині та в Йорданії.
Про початок роботи над фільмом «Джон Уік 4» було оголошено у травні 2019 року, одразу після прем'єри «Джона Уіка 3». Тоді ж була названа та орієнтовна дата прем'єри — 21 травня 2021. Режисером, як і в попередніх стрічках, планує виступити Чад Стахелські, а головну роль зіграє Кіану Рівз. Останній у квітні 2019 року заявив, що гратиме Джона Уіка, поки його «тримають ноги».
У 2020 році через пандемію коронавірусу передвиробничий етап було припинено, а зйомки так і не почалися. У квітні того ж року режисер Чад Стахелські заявив, що дата початку зйомок залишається невідомою, а 1 травня компанія Lionsgate перенесла дату виходу на рік — 27 травня 2022. Зйомки розпочалися у червні 2021 року. Далі вихід фільму перенесли на 2023 через пандемію COVID-19.

## Майбутні фільми

### Балерина (2025)
У липні 2017 року Lionsgate придбав сценарій, з попередньою назвою «Балерина», сподіваючись переробити його та включити до серії про Джона Уіка як спіноф для розширення франшизи. Повідомляється, що історія розповідає про дитину-вбивцю у вигаданому світі Джона Уіка.
У вересні 2022 року було оголошено, що основні зйомки було відкладено У листопаді 2022 року Іян Макшейн і Кіану Рівз були оголошені частиною акторського складу, які повторять свої ролі Вінстона Скотта та Джона Уіка відповідно. Зйомки розпочалися 7 листопада 2022 року в Празі, Чехія.
Прем'єра фільму в США запланована на 7 червня 2024 року.

### Джон Уік 5
Початок препродукції п'ятого фільму франшизи було офіційно анонсовано в серпні 2020 року. Зйомки спочатку планувалося розпочати відразу після завершення виробництва четвертої стрічки, проте через кризовий період, що виник в індустрії та світі в цілому, конкретної інформації про проєкт не надходило. 26 травня 2023 року голова Motion Picture Джо Дрейк оголосив про те, що франшиза отримає продовження, а також натякнув про випуск AAA-гри зі всесвіту франшизи. Сайт ComicBook.com повідомив про те, що п'ятий фільм франшизи знаходиться на етапі препродукції посилаючись на фінансовий звіт Lionsgate.

### Інші проєкти
Lionsgate має ряд додаткових проєктів на різних стадіях розробки, дія яких відбувається в тому ж світі, що й фільми про Джона Уіка. У березні 2023 року продюсерка Еріка Лі заявила, що окрім визначених проєктів, є «…багато інших. Ми розробляємо чимало речей і проводимо багато дискусій з письменниками та бренд-менеджерами, Уік… це моя першочергова робота». Стахелські висловив зацікавленість у тому, щоб до франшизи приєдналися інші актори, такі як: Кілліан Мерфі, Джет Лі, Джекі Чан, Боб Оденкерк, Джейсон Стейтем, Сильвестр Сталлоне, Клінт Іствуд, Джейсон Момоа, Метт Деймон, Кріс Гемсворт, Колін Фаррелл, Шарліз Терон, Мішель Єо, Пітер Дінклейдж, Джерні Смоллетт, Роберт Дауні мол і Шон Бін. Лі заявила, що студія також може розробити деякі частини приквела. Того ж місяця Наталія Тена висловила зацікавленість у повторенні ролі сестри Уіка Каті в майбутніх частинах франшизи.
- Кросовер «Атомної блондинки»: у липні 2017 року Девід Літч обговорював потенційний кросовер за участю Уіка та «Атомної блондинки». Літч — режисер «Атомної блондинки» та до цього співрежисер «Джона Уіка». Він заявив, що вони зроблять кросовер коли буде написано достатньо хороший сценарій.
- Кросовер «Ніхто»: у березні 2021 року Дерек Колстад заявив, що, хоча існує ймовірність кросовера між Джоном Уіком і Ніхто, це буде не більше ніж пасхалка[31].
- Софія: У лютому 2022 року Геллі Беррі заявила, що тривають дискусії щодо фільму з її героїнею Софією з «Джона Уіка 3»[32]. У березні 2023 року Еріка Лі заявила, що в майбутніх проєктах буде досліджуватися тема собак, яка постійно повторюється у франшизі, включно з роллю Геллі Беррі в ролі Софії[33]. Пізніше того ж місяця Шам’є Андерсон[en] заявив, що передісторія його персонажа з «Джона Уіка 4» охоплює розповідь про родинні стосунки з персонажем Беррі. Актор підтвердив обговорення можливості його персонажа з'явитися в додаткових частинах франшизи, водночас висловивши зацікавленість у цьому[34].
- Продовження «Балерини»: у березні 2023 року продюсерка Еріка Лі заявила, що студія має попередні плани розробити продовження «Балерини» з Аною де Армас у головній ролі, де вона повторить свою роль[35].
- Фільм без назви: у березні 2023 року Еріка Лі заявила, що студія працює над фільмом без назви, який ще більше розширить франшизу. Вона заявила, що подробиці будуть оголошені протягом наступних кількох місяців[35].

## Телебачення

### Континенталь (міні-серіал)
У червні 2017 року було оголошено, що Чад Стахелські та Дерек Колстад створюють телевізійний серіал для Lionsgate, заснований на персонажах та місцях дії фільмів про Джона Уіка, під умовною назвою «Континенталь». Як стало відомо, серіал присвячений притулку для найманих убивць, що фігурує у фільмах. Пізніше того ж року стало відомо, що Кіану Рівз зіграє роль Джона Уіка в телесеріалі.
У січні 2018 року серіал було замовлено в ефір телеканалом Starz. Кріс Коллінз стане сценаристом і шоуранером серіалу, а Девід Літч, Кіану Рівз та Чад Стахелські — продюсерами. Стахелські також буде режисером пілотного епізоду.
До жовтня 2021 року стало відомо, що в міні-серіалі знімуться Мел Гібсон та Колін Вуделл. Останній був затверджений на роль молодого Вінстона Скотта з франшизи «Джон Уік». У листопаді 2021 року стало відомо, що в проєкті знімуться Пітер Грін та Айомід Адеган, які зіграють ролі молодих дядька Чарлі та Харона, а Джеремі Бобб виконає роль персонажа, на ім'я Мейг'ю. На початку лютого 2022 року Кеті Макграт була затверджена на роль «Судді», Рей Маккіннон — на роль Дженкінса, Адам Шапіро — на роль Леммі, а Марк Мусасі та Марина Мазепа — на ролі Гензель і Гретель відповідно.

## Актори та персонажі
| Персонаж                      | Фільм              | Фільм              | Фільм             | Фільм          |
| Персонаж                      | Джон Уік           | Джон Уік 2         | Джон Уік 3        | Джон Уік 4     |
| ----------------------------- | ------------------ | ------------------ | ----------------- | -------------- |
| Джон Уік / Джордані Йованович | Кіану Рівз         | Кіану Рівз         | Кіану Рівз        | Кіану Рівз     |
| Вінстон                       | Іян Макшейн        | Іян Макшейн        | Іян Макшейн       | Іян Макшейн    |
| Гарон                         | Ленс Реддік        | Ленс Реддік        | Ленс Реддік       | Ленс Реддік    |
| Гелен Уік                     | Бріджет Мойнеген   | Бріджет Мойнеген   | фото              |                |
| Ауреліо                       | Джон Легвізамо     | Джон Легвізамо     |                   |                |
| Джиммі                        | Томас Садоскі      | Томас Садоскі      |                   |                |
| Чарлі                         | Девід Патрік Келлі | Девід Патрік Келлі |                   |                |
| Лікар                         | Рендалл Дук Кім    |                    | Рендалл Дук Кім   |                |
| Маркус                        | Віллем Дефо        |                    |                   |                |
| Вігго Тарасов                 | Мікаель Ніквіст    |                    |                   |                |
| Йозеф Тарасов                 | Алфі Аллен         |                    |                   |                |
| Міс Перкінс                   | Едріанн Палікі     |                    |                   |                |
| Король «Боулер»               |                    | Лоренс Фішберн     | Лоренс Фішберн    | Лоренс Фішберн |
| Ерл                           |                    | Тобіас Сігал       | Тобіас Сігал      |                |
| Сантіно Д'Антоніо             |                    | Ріккардо Скамарчо  | труп              |                |
| Арес                          |                    | Рубі Роуз          |                   |                |
| Кассіан                       |                    | Common             |                   |                |
| Абрам Тарасов                 |                    | Петер Стормаре     |                   |                |
| Джуліус                       |                    | Франко Неро        |                   |                |
| Софія                         |                    |                    | Геллі Беррі       |                |
| Суддя                         |                    |                    | Азія Кейт Діллон  |                |
| Директор                      |                    |                    | Анжеліка Г'юстон  |                |
| «Zero»                        |                    |                    | Марк Дакаскос     |                |
| Тік-Так                       |                    |                    | Джейсон Мандзукас |                |

## Сприйняття

### Касові збори
| Фільм      | Прем'єра в США       | Зібрано в прокаті (без врахування податків) | Зібрано в прокаті (без врахування податків) | Зібрано в прокаті (без врахування податків) | Бюджет              | Джерела                     |
| Фільм      | Прем'єра в США       | США і Канада                                | Інші території                              | Світовий                                    | Бюджет              | Джерела                     |
| ---------- | -------------------- | ------------------------------------------- | ------------------------------------------- | ------------------------------------------- | ------------------- | --------------------------- |
| Джон Уік   | 24 жовтня 2014 року  | 43 037 835 доларів США                      | 43 044 015 доларів США                      | 86 081 850 доларів США                      | 20 млн доларів США  | [ 52 ] [ 53 ]               |
| Джон Уік 2 | 10 лютого 2017 року  | 92 029 184 доларів США                      | 82 319 448 доларів США                      | 174 348 632 доларів США                     | 40 млн доларів США  | [ 54 ] [ 55 ] [ 53 ]        |
| Джон Уік 3 | 17 травня 2019 року  | 171 015 687 доларів США                     | 157 333 700 доларів США                     | 328 349 387 доларів США                     | 75 млн доларів США  | [ 56 ] [ 53 ] [ 57 ] [ 58 ] |
| Джон Уік 4 | 24 березня 2023 року | 187 077 847 доларів США                     | 241 113 481 доларів США                     | 428 191 328 доларів США                     | 100 млн доларів США | [ 59 ] [ 60 ] [ 61 ]        |
| Всього     | Всього               | 493160553 доларів США                       | 523810644 доларів США                       | 1016971197 доларів США                      | 235 млн доларів США |                             |

### Оцінки
| Фільм      | Rotten Tomatoes     | Metacritic       | CinemaScore |
| ---------- | ------------------- | ---------------- | ----------- |
| Джон Уік   | 86 % (223 відгуки)  | 68 (40 відгуків) | B           |
| Джон Уік 2 | 89 % (282 відгуки)  | 75 (43 відгуки)  | A−          |
| Джон Уік 3 | 89 % (359 відгуків) | 73 (50 відгуків) | A−          |
| Джон Уік 4 | 94 % (337 відгуків) | 78 (58 відгуків) | А           |